# Dreaming of You (canção)
Dreaming of You é uma canção da cantora mexicano-americana de Tejano pop, Selena, do seu sexto álbum de estúdio, "Dreaming of You" de 1995. "Dreaming of You" foi gravada dia 07 de Março de 1995. Este foi um dos maiores singles de Selena, chegou a #22 posição na Billboard Hot 100.

## Charts
| Gráfico (1995/96)                      | Posição |
| -------------------------------------- | ------- |
| U.S. Billboard Hot 100                 | 22      |
| U.S. Billboard Hot Singles Recurrents  | 9       |
| U.S. Billboard Top 40 Mainstream       | 17      |
| U.S. Billboard Hot Adult Top 40 Tracks | 33      |
| U.S. Billboard Latin Pop Airplay       | 9       |